# Lista över öar i Helsingfors
Detta är en partiell lista över öar i Helsingfors.
| Namn         | Finskt namn | Bild |
| ------------ | ----------- | ---- |
| Blekholmen   | Valkosaari  |      |
| Furuskär     | Honkaluoto  |      |
| Gråhara      | Harmaja     |      |
| Gråskär      | Harmaakari  |      |
| Hallonkobben | Vadelmakupu |      |
| Skanslandet  | Vallisaari  |      |
| Stora Räntan | Harakka     |      |
| Tjärholmen   | Tervasaari  |      |
| Torra Mjölö  | Kuivasaari  |      |
| Vrakholmen   | Hylkysaari  |      |
| Ärtholmen    | Hernesaari  |      |